# Lomatogonium gamosepalum
Lomatogonium gamosepalum là một loài thực vật có hoa trong họ Long đởm. Loài này được (Burkill) Harry Sm. mô tả khoa học đầu tiên năm 1967.